# Disteganthus
Disteganthus Lem. ( do grego "dis" = dois, "steg" = cobertura, vestimenta e  "anthos" = flor) é um género botânico pertencente à família Bromeliaceae, subfamília Bromelioideae.
O gênero composto por três espécies  nativas da Guiana.

## Espécies
- Disteganthus calatheoides
- Disteganthus basilateralis
- Disteganthus lateralis

A espécie D. lateralis foi descoberta em 1994